# Astragalus reshadianus
Astragalus reshadianus är en ärtväxtart som beskrevs av Dieter Podlech. Astragalus reshadianus ingår i släktet vedlar, och familjen ärtväxter. Inga underarter finns listade i Catalogue of Life.